# Kampfschwimmer (Kriegsmarine)
Meereskämpfer war die Bezeichnung der Waffengattung Kampfschwimmer der Kriegsmarine der Kleinkampfverbände der Kriegsmarine gegen Ende des Zweiten Weltkriegs. Ihr Einsatz erfolgte zumeist im Rahmen der Marineeinsatzkommandos, einer Kommandoform, die entfernt mit den heutigen Spezialisierten Einsatzkräften der Deutschen Marine verwandt ist. Ihr letzter dokumentierter Einsatz datiert vom 11. Mai 1945.

## Erste Einheiten
Die ersten Einheiten deutscher Kampfschwimmer wurden während des Ersten Weltkrieges aufgestellt, allerdings nicht von der kaiserlichen Marine, sondern vom Deutschen Heer. Ihre Aufgabe bestand nämlich hauptsächlich darin, feindliche Schiffe durch das Anbringen und Zünden von Haftminen und Sprengladungen zu versenken. Im Ersten Weltkrieg ist allerdings nur ein einziger derartiger Einsatz dokumentiert: Am 17. August 1915 griff die 2. Reserve-Kompanie des Pommerschen Pionierbataillons Nr. 2 auf der Memel bei Kaunas ein russisches Wachschiff an. Drei Kampfschwimmer brachten nachts am Schiffsrumpf mehrere Sprengladungen zur Explosion, die das Schiff auf Grund laufen ließen.:114
Im Zweiten Weltkrieg fehlten anfangs solche Kampfschwimmer in der Kriegsmarine. Erst Anfang 1940 griff die Abwehrstelle II in Hamburg den Gedanken wieder auf und stellte die deutschen Marineeinsatzkommandos (M.E.K.) nach Vorbildern der italienischen Decima MAS auf. Das erste Marineeinsatzkommandos erhielt die Bezeichnung PFEIFFER. Die Kampfschwimmer konnten sich dabei bis Kriegsende auf einen technischen Vorteil stützen. Während die Alliierten ein von Jacques-Yves Cousteau entwickeltes Tauchgerät benutzten, hatte der österreichische Tauchpionier Hans Hass zusammen mit der Firma Dräger aus Lübeck, die das Patent auf dieses Gerät besaß, ein Atemgerät mit geschlossenem Sauerstoffkreislauf entwickelt, die sogenannte Dräger-Gegenlunge. Sein Vorteil war, dass es im Betrieb ohne verräterische Atemblasen arbeitete, die von aufmerksamen Wachen hätten entdeckt werden können.:115 Die Entwicklung und Testserie der Dräger-Gegenlunge war 1942 nahezu abgeschlossen, und ein enger Freund von Hass, der spätere Kampfschwimmer Alfred von Wurzian, demonstrierte den militärischen Wert des Gerätes in einer Vorführung dem Marinebefehlshaber Süd Richard Rothe-Roth sowie dem Befehlshaber der Ägäis Vizeadmiral Erich Förste am 11. Juli 1942 vor der Mole im Hafen von Piräus. Die Kriegsmarine reagierte jedoch zurückhaltend, und auch spätere Vorführungen vor Vertretern des Heeres stießen auf mangelnde Resonanz. Erst als sich Wurzian an Vertreter der Abwehr II aus Hamburg wandte, wurde der militärische Nutzen von Kampfschwimmern mit diesen Geräten erkannt und aufgegriffen.:116:168 Die Abwehr II verfügte zu diesem Zeitpunkt über fünf Kampfschwimmer, darunter Friedrich Hummel, der wie seine vier Kameraden den Brandenburgern entstammte. Wurzian wurde daraufhin von der Abwehr II als künftiger Kampfschwimmer übernommen.

## Ausbildung
Eine weitere Vorstellung der Dräger-Gegenlunge sowie der Kampfschwimmereigenschaften im Olympiabad in Berlin im Frühjahr 1943 vor Vertretern der italienischen Decima MAS (X-MAS), darunter der italienische Kapitänleutnant Eugen Wolk,:117 sowie Abwehroffizieren brachte schließlich den Durchbruch. Nach Beendigung der Vorführung lud Wolk die Kampfschwimmer von Wurzian und Richard Reimann (Ritchie) nach Italien ein, wo sie im Rahmen der X-MAS ihre Ausbildung zu Kampfschwimmerausbildern erhalten sollten.:168:88 Ihre Ausbildung erfolgte von Mai bis September 1943 in Valdagno und wurde vom Waffenstillstand von Cassibile überholt. Da von Wurzian und sein Assistent Reimann eine Internierung befürchteten, flohen sie. Allerdings erfuhren die beiden Männer, bei den deutschen Linien eingetroffen, dass der größte Teil der X-MAS zu der am 12. September 1943 ausgerufenen faschistischen Italienischen Sozialrepublik (R.S.I.) unter Benito Mussolini überlief.
Im Dezember 1943 beendeten von Wurzian und Reimann ihre Lehrausbildung vor einer deutschen Prüfungskommission der Abwehr mit einer simulierten Gefechtsübung. Die anfängliche Skepsis der Kriegsmarine wich augenblicklich.:88 Von Wurzian wurde daher mit der Ausbildung von weiteren deutschen Kampfschwimmern betraut. Die angehenden 30 Rekruten trafen am 4. Januar 1944 in Valdagno ein und bestanden aus der besten Schwimmerelite des Reiches. Unter ihnen befanden sich Schwimmteilnehmer der Olympischen Sommerspiele 1936 wie Erwin Sietas, Herbert Klein, Heinz-Günther Lehmann und Teilnehmer der Deutschen Schwimmmeisterschaften 1939 wie Manfred Laskowski, aber auch der Schwimmer Walter Ernst.:89 Diese Männer bildeten später den Kern des Lehrkommandos 700 der K-Verbände. Im März 1944 stießen zu dieser Gruppe auch noch 10 Angehörige der SS sowie 15 von der Abwehr.:118 Somit dienten in diesem Lehrkommando neben den italienischen Kampfschwimmern sowohl Angehörige der Kriegsmarine wie der SS und der Abwehr. Die Folge davon war ein interner Machtkampf um die Vormachtstellung und Führung des Kommandos. Wolk hingegen konnte sich die Hände reiben. Mit der Zwangszusammenführung der drei deutschen Kontrahenten erschlossen sich seinen italienischen „Gamma-Kampfschwimmern“ neue Versorgungsquellen auf Kosten der Kriegsmarine, Abwehr und SS.:118/119
Im April 1944 wurden die K-Verbände aufgestellt und gleichzeitig das Einsatz- und Ausbildungskommando Süd unter dem Kommando von Kapitänleutnant Heinz Schomburg gegründet. Sein Versuch, die Kampfschwimmer in die K-Verbände zu integrieren, scheiterte am Veto der Abwehr, die nun die Früchte ihrer Mühen ernten wollte, sowie der SS. Erst nachdem Vizeadmiral Hellmuth Heye an oberster Stelle die Alleinzuständigkeit seiner K-Verbände für diesen Marinesonderverband durchgesetzt hatte, wurde dieser Missstand bereinigt. Der Sonderverband erhielt die Bezeichnung Lehrkommando 700. In diesem Zuge schieden sowohl von Wurzian wie auch Hummel aus der Abwehr aus und wurden als Marineangehörige als Leutnant bzw. Kapitänleutnant in die K-Verbände übernommen. Wurzian wurde Ausbildungsleiter des Lehrkommandos 701, während Hummel Kommandeur des Lehrkommandos 700 wurde. Hummel wurde jedoch im Juni 1944 durch Dr. Armin Wandel, einen jungen Sanitätsoffizier der U-Boot-Waffe, ersetzt. Diese Versetzung war ein Bruch der Genfer Konventionen, die verbieten, Sanitätsoffiziere zu Kommandeuren von Kampfeinheiten zu ernennen.:51 Die Versetzung beruhte auf einer Entscheidung Heyes, den Einfluss der Abwehr auf diesem Gebiet zu beschneiden.:131 Da der Platz der Kampfschwimmer in Valdagno bald zu klein wurde, wurde im Mai 1944 ein weiteres Ausbildungslager der Kampfschwimmer aufgestellt. Als Platz wurde das Kloster auf der Insel San Giorgio in Alga, vor den Toren Venedigs, wo das Stabsquartier des Lehrkommandos (Lehrkommando 700) eingerichtet wurde, ausgewählt. Am 21. Oktober 1944 wurden die Lehrkommandos 700 und 704 nach List verlegt. Dort trainierten die Kampfschwimmer das Anbringen von Minen auf den ausrangierten Frachtern Tampico und Kiria, die zu diesem Zwecke dort ankerten. Ferner umfasste die Ausbildung den Umgang mit Sprengsätzen, waffenlose Nahkampftechnik sowie hartes Sport-, Schieß-, Schwimm- und Tauchtraining. Hinzu kamen intensives Sprachtraining sowie das Erlernen von Fremdsprachen, vorzugsweise der des Gegners. Im Zuge der Einführung der Organisationsstruktur in den K-Verbänden erhielt San Giorgio in Alga die Bezeichnung Lehrkommando 701, Valdagno wurde das Lehrkommando 704, und ein drittes, in Bad Tölz errichtetes Ausbildungszentrum erhielt die Bezeichnung Lehrkommando 702 und befand sich in der dortigen SS-Junkerschule. Mit der Einführung der Kommandostruktur der Kampfschwimmer wurden im April 1944 auch die bisher genannten Marineeinsatzkommandos MAREI und MARKO der Abwehr nunmehr in die K-Verbände integriert und erhielten die Bezeichnung M.E.K. 20 bzw. M.E.K. 60.:121 Später folgten noch elf weitere Marineeinsatzkommandos. Die Kampfschwimmer und ihre M.E.K.s waren für den ersten Einsatz bereit.

## Ausrüstung und Bewaffnung
Die Ausrüstung eines Kampfschwimmers bestand aus einem Gummianzug von 3 mm Dicke, wobei Oberteil und Hose getrennt voneinander waren. Das Oberteil mit langen Ärmeln hatte eingearbeitete Handschuhe, die lange Hose hatte eingearbeitete Schuhe. Hand- und Fußgelenke waren elastisch gearbeitet. Beide Teile wurden mittels eines 25 cm:122 bzw. 35 cm breiten:92 Gummigürtels miteinander verbunden. Der Halsausschnitt war enganliegend gearbeitet. Darunter trug der Kampfschwimmer weiße wollene Unterkleidung, wobei die Unterhose den Spitznamen „Strampelhöschen“:91 trug, und als zweite Lage noch einmal wollene Unterwäsche. In den Wintermonaten wurde zwischen Unterwäsche und Gummianzug eine weitere Lage als Kälteisolierung getragen. In der Regel trug der Kampfschwimmer über dem Gummianzug zu Tarnzwecken ein Segeltuch, das er eng um sich verschnürte. Weiße Körperregionen wie das Gesicht wurden mit Fettcreme geschwärzt und zusätzlich durch ein Tarnnetz verdunkelt. Den Abschluss am Kopf bildete eine schwarze oder dunkelgrüne Wollmütze.:91
Bleigewichte, die der Schwimmer in einem Gürtel um die Taille trug, sorgten für den nötigen Abtrieb. Zur Ausrüstung gehörten des Weiteren Schwimmflossen, Handgelenkskompass, Taucheruhr und Tauchermesser. Das eigentliche Tauchgerät war ein „Sauerstoff-Pendelatmer“ vom Typ „Pirelli ARO“, welches auf der Brust des Tauchers getragen wurde. Es sollte nur in der Endphase des Angriffes benutzt werden. Diese Trageweise lag darin begründet, dass die Kampfschwimmer ihre Missionen größtenteils rücklings, leicht seitlich schwimmend erfüllen sollten.:93 (Da die damaligen Kampfschwimmer der Kriegsmarine ab Ende 1943 ihre Ausbildung bei den verbündeten italienischen Kampfschwimmern in Italien erhielten, stattete man sie mit italienischen Pirelli-Kleintauchgeräten aus). Etwa 200 bis 300 Meter vor dem Ziel hatte der Kampftaucher jede Bewegung einzustellen und, mit dem Strom treibend, sich dem Ziel zu nähern. Schiffen näherte man sich grundsätzlich vom Kiel aus, um wie Treibgut zu wirken. Der Kampftaucher war, abgesehen von seinem Tauchmesser, im Einsatz unbewaffnet. Als Primärwaffen standen ihm die Sabotagemine I (rund), Sabotagemine II (torpedoähnlich) und Sabotagemine III (torpedoähnlich) zur Verfügung, ferner eine modifizierte GS-Mine sowie das Muni-Paket mit 600 kg bzw. das Nyr-Paket mit 1.600 kg Sprengstoff.:123 Eine kleinere Variante war der „Sprengfisch“ mit 7,5 kg Sprengstoff, der die Form einer kleinkalibrigen Mörsergranate hatte.:95

## Kommandoeinsätze
Die Einsätze der Kampfschwimmer erfolgten zum größten Teil im Rahmen der Einsätze der Marineeinsatzkommandos (M.E.K.), wobei sich die M.E.K.s eher als Kommando- und Marinestoßtruppen betrachteten. In ihren Reihen dienten daher nicht nur Kampfschwimmer, sondern auch Biber- und Linsen-Piloten sowie fronterfahrene Infanteristen und Pioniere. Die Einsätze der Kampfschwimmer waren jedoch zu eng mit den M.E.K.s verflochten, um getrennt betrachtet zu werden. Hauptproblem der ersten Einsätze der Kampfschwimmer war, dass das Hauptaugenmerk bei der Ausbildung in der Verminung von Schiffen bestanden hatte. In der Praxis jedoch bestand die Primäraufgabe der Meereskämpfer nun in der Verminung und Zerstörung von Brücken. Zum Zeitpunkt der alliierten Landung in der Normandie kamen die Kampfschwimmer, die zu diesem Zeitpunkt 30 Mann zählten, noch nicht zum Einsatz.:100

### Frankreich
Der erste Einsatz von Kampfschwimmern erfolgte in der Nacht des 22. auf den 23. Juni 1944 im Rahmen des M.E.K. 65 im Zuge der Schlacht um Caen. Er betraf die beabsichtigte Zerstörung zweier Brücken etwa 6 km nordöstlich vor Caen. Es handelte sich dabei um die Brücke „Pont de Ranville“ (besser bekannt unter dem Namen Pegasusbrücke) über den Caen-Kanal sowie die Flussbrücke „Pont d’Heronville“ (Horsabrücke) bei Ranville. Über diese Brücken waren innerhalb weniger Tage mehr als 10.000 alliierte Soldaten samt Fahrzeugen gelangt. Aufgrund des massiven Flakschutzes dieser Brücken war ihre Zerstörung durch die Luftwaffe undurchführbar. Pioniere des Heeres scheiterten ebenfalls. Das Kommando der Kleinkampfmittel entsandte zu diesem Zweck daher das M.E.K. 60 unter der Führung von Hans-Friedrich Prinzhorn sowie zehn Kampfschwimmer. Aufgrund eines Verkehrsunfalles erlitten jedoch vier Kampftaucher Verletzungen und konnten in der Folge nicht am Einsatz teilnehmen.:124 Von Wurzian war ebenfalls an Ort und Stelle, hatte jedoch ein durch Heye auferlegtes Einsatzverbot. Die Zerstörung der Brücken sollte mittels zweier modifizierter Torpedos erfolgen, von denen jeder 800 kg wog.:100 Der Einsatzbeginn wurde auf 23:00 Uhr festgelegt und die Zeitzünder der Torpedos dementsprechend auf 05:30 des Folgetages eingestellt und scharf gemacht. Die vorgesehenen Torpedos waren jedoch für Salzwasser austariert, so dass beide sofort im Süßwasser auf den Grund sanken. Dies führte bei beiden Gruppen zu erheblichen Einsatzverzögerungen, da erst leere Benzinkanister organisiert werden mussten, die den Torpedos den nötigen Auftrieb verliehen.
Die erste Gruppe, bestehend aus dem Feldwebel Karl-Heinz Kayser, dem Funkmaat Heinz Bretschneider und dem Obergefreiten Richard Reimann, stieg kurz nach Mitternacht bei Merville-Franceville-Plage in den Kanal. Ihr Ziel war die 12 km entfernte Kanalbrücke „Pont de Ranville“.:126:103 Aufgrund leichter Gegenströmung und undichter Benzinkanister verlief der Anmarsch der ersten Gruppe schwierig. Die Gruppe passierte, wie auf ihren Einsatzkarten verzeichnet, unbemerkt eine von den Alliierten besetzte Brücke und näherte sich der zweiten, ihrem eigentlichen Ziel. Dort angekommen, befestigten sie am Mittelpfeiler ihren Sprengsatz und kehrten ohne besondere Vorkommnisse vier Stunden später zu ihrem wartenden Einsatzteam zurück. Die Einsatzleitung zeigte sich überrascht, dass die Gruppe ihre 24 km (je 12 km hin und zurück) so schnell zurückgelegt hatte. Die Abklärungen bestätigten den Verdacht, dass eine andere Brücke vermint worden war. Auf der vorliegenden Generalstabskarte waren zunächst zwei Brücken zu passieren und die dritte zu verminen. Bei einem Vergleich mit den Karten der Kampfschwimmer fehlte eine dieser Passierbrücken, so dass versehentlich die zweite anstatt der dritten Brücke vermint wurde. Jene brach pünktlich um 05:30 Uhr nach der Detonation der Sprengladung zusammen.
Die zweite Gruppe, die den „Pont d’Heronville“ anvisierte, setzte sich aus Oberleutnant zur See Sowa, Oberfähnrich Albert Lindner und Fähnrich Ulrich Schulz zusammen und konnte ebenfalls erst mit erheblicher Verzögerung starten. Sie litt jedoch unter dem weiteren Problem, dass kurz nach Beginn der Operation bei Sowa die Nerven durchgingen. Aufgrund heftiger Schmerzen im Fuß, die durch zu enge Schwimmflossen hervorgerufen worden waren, brach er den Einsatz ab und war nicht zum Weitermachen zu bewegen. Die beiden verbliebenen Kampfschwimmer führten ihren Auftrag jedoch durch, überwanden eine hölzerne Barriere und brachten ihre Sprengladung an der Zielbrücke an. Allerdings mussten sie auf ihrem Rückweg gegen eine stärkere Strömung ankämpfen, so dass sie bald hinter ihrem Zeitplan zurücklagen und schließlich ihren Rückmarsch an Land fortsetzen mussten. So waren die beiden noch nicht weit entfernt, als ihre Mine detonierte. Die Alliierten begannen daraufhin eine groß angelegte Suche nach den Saboteuren, und nur mit viel Glück gelang es den beiden, am nächsten Tag die eigenen Linien zu erreichen. Sowa hingegen, besorgt um die beiden Vermissten, stieg auf eigene Faust in den Fluss, um nach seinen überfälligen Kameraden zu suchen, wurde von Suchtrupps entdeckt und beim folgenden Schusswechsel schwer verwundet. Er erlag seinen Verletzungen wenig später in Gefangenschaft.:109–111 Insgesamt verlief der Ersteinsatz der Kampfschwimmer erfolgreich, auch wenn das Unternehmen nur einen Teilerfolg beschert hatte.
Das M.E.K. 60 unter Prinzhorn wurde nach seinem ersten Kampfeinsatz an der Orne bereits einen Monat später zu einer weiteren K-Operation herangezogen. Im Juli 1944 sprengten acht Kampfschwimmer der K-Verbände unter der Führung von Orlowsky die Orne-Schleusen.:129:117 Ende August 1944 bekamen die Kampfschwimmer unter Prinzhorn einen weiteren Kampfauftrag, als britische Truppen den Ort Vasouy mit der Bunker-Küstenbatterie „Bac du Hode“, einer Batterie mit 15-cm-Geschützen, eingenommen hatten. Die sich überhastet zurückziehenden deutschen Verbände hatten keine Zeit mehr, die drei Geschütze und die Munition dieser Batterie zu sprengen, so dass diese nun den nur 7 km entfernten Hafen von Le Havre bedrohten, der noch von deutschen Truppenkontingenten verteidigt wurde. Ein eiligst zusammengestellter Marine-Stoßtrupp scheiterte an der Sprengung der Geschütze und wurde im folgenden Gefecht aufgerieben. Prinzhorn sowie ein von ihm ausgewähltes Kleinstkommando setzten am 26. August 1944 mit zwei Booten des Typs Linse über. Sie platzierten ihre Sprengladungen direkt in den Geschützrohren sowie bei den Munitionskisten und konnten so die Geschütze unbrauchbar machen.:130:116–123
Das M.E.K. 60 war bis zum Zusammenbruch der deutschen Fronten in Frankreich an 24 Einsätzen beteiligt.:129:133 Am 30. August 1944 sprengten Angehörige des M.E.K. 60 in Zusammenarbeit mit dem M.E.K. 65 in Fécamp die zurückgelassenen Biber und Torpedos der K-Flottille 261 nach ihrem Einsatz. Danach verlagerten sich die Aktivitäten der M.E.K.s in den niederländischen Raum. Überlegungen, die im Zuge der Operation Pluto verlegten Pipelines im Ärmelkanal durch Kampfschwimmer mittels Nipolit zu sprengen bzw. die Rohre anzubohren wurden aufgegeben.:196

### Belgien/Niederlande
Bei weiteren Aktivitäten der M.E.K.s in Belgien und in den Niederlanden wurde in der Nacht des 16. auf den 17. September 1944 im Rahmen des Unternehmens Bruno die Kreuzschanzschleuse des Hafens von Antwerpen zerstört. Ferner zerstörten die Kampfschwimmer am 20. September 1944 einen deutschen Minensucher vor Fort Philip, der nicht mehr vor der Evakuierung versenkt werden konnte, sowie eine Brücke südlich von Eindhoven und mehrere Scheldebojen.:138

#### Brücken von Nijmegen
Am 17. September 1944 begann unter Field Marschall Bernard Montgomery die Operation Market Garden. Die Teiloperation Market hatte die Besetzung der wichtigen niederländischen Brücken bei Eindhoven, Nijmegen und Arnhem zum Ziel. Bis zum 20. September 1944 fielen die unversehrten Brücken bei Eindhoven in alliierte Hände. Die Brücken von Nijmegen wurden durch US-amerikanische Einheiten der 82. US-Luftlandedivision ebenfalls unbeschädigt besetzt. Die Besetzung der Rheinbrücke bei Arnhem scheiterte am starken Widerstand der deutschen Truppen.:138:183 Das M.E.K. 65, unter dem Kommando von Karl-Ernst Richard, operierte zu diesem Zeitpunkt bereits als Aufklärungseinheit bei ’s-Hertogenbosch und erhielt vom Kommando der Kleinkampfverbände bald den Auftrag, die Flussübergänge bei Nijmegen zu zerstören. Dies betraf die Eisenbahnbrücke von Nijmegen sowie die dazugehörige Straßenbrücke über die Waal. Zu diesem Zweck wurde das M.E.K. 65 noch durch das in der Nähe liegende M.E.K. 60 unter Hans-Friedrich Prinzhorn verstärkt.:139:182
Während Richard für die Zerstörung der Brücke den Einsatz von Kampfschwimmern favorisierte, plädierte Prinzhorn für den Einsatz von Linsen, da seiner Meinung nach der Einsatz von Kampfschwimmern aufgrund der starken Strömung der Waal sowie einer scharfen Flussbiegung vor dem Ziel ausgeschlossen sei.:138 Als Sprengsatz sollten zwei Torpedominen mit je 600 kg (1,2 t Gesamtgewicht) Sprengstoff zur Anwendung kommen.:140:138 Andere Quellen nennen den Einsatz von 1,5 t.:138 Die Torpedominen waren 5 Meter lang, besaßen einen Durchmesser von 56 cm und konnten per Knopfdruck geflutet und somit versenkt werden. Richard und Prinzhorn setzten ein Minenpaar auf die Eisenbahnbrücke und zwei Minenpaare auf die solidere Straßenbrücke an. Das Minenpaar sollte zu diesem Zweck auf dem Anmarschweg vertraut und erst kurz vor dem Ziel getrennt werden. Um eine „fachgerechte“ Sprengung der Pfeiler zu ermöglichen, waren beide Minen mit einem 15 Meter langen festen Tau miteinander verbunden. Die Länge des Taus war dabei so bemessen, dass sich beide Minen links und rechts um den Brückenpfeiler wickeln konnten.:139

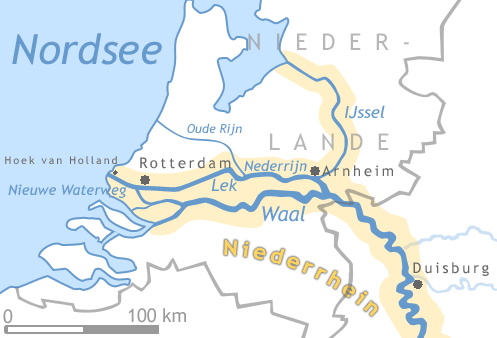
Übersichtskarte der Flussgabelung Waal-Lek

Die Einsatzleitung übernahm der jetzt wieder für die Abwehr tätige Friedrich Hummel. Seine erste Aufklärungsmission bestand aus einer Simulation des Angriffes mittels zweier Kampfschwimmer, bei dem er selbst zugegen war. Die Mission verlief erfolgreich, bestätigte jedoch die von Prinzhorn befürchtete zu starke Strömung. Hummel entschied sich daher für einen kombinierten Einsatz von Sturmbooten und Kampfschwimmern. Die Sturmboote sollten durch einen Frontalangriff auf die Brücken das Abwehrfeuer des Gegners auf sich ziehen und so den Kampfschwimmern Gelegenheit geben, die Minen zu platzieren.:183 Die daraufhin angesetzte weitere Aufklärungsmission mittels zweier Sturmboote durch Hummel persönlich endete in einem Eklat. Die Boote wurden aufgrund ihrer Motorgeräusche frühzeitig von den Amerikanern entdeckt und angegriffen, wobei im folgenden Beschuss ein Besatzungsmitglied ums Leben kam. Gleichzeitig wurde die alliierte Seite durch den Vorfall über einen möglichen deutschen Angriff gewarnt. Die Amerikaner verstärkten daraufhin ihre Patrouillen beidseits der Waal und leuchteten nachts den Fluss und die Uferzonen mit starken Suchscheinwerfern aus. Zudem erging ein Befehl, auf verdächtige Bewegungen unverzüglich zu feuern. Eine erfolgreiche Zerstörung der Brücke durch Kampfschwimmer erschien nach Hummels Einsatz ernsthaft gefährdet und führte zur Überlegung, die Brücke von der Luftwaffe zerstören zu lassen, was aber aufgrund der Treibstoffknappheit nicht möglich war. Andererseits waren die Vorbereitungen der Kampfschwimmer bereits so weit gediehen, dass in der Nacht vom 28. auf den 29. September 1944 die Operation mit zwölf Kampfschwimmern begann.
Die zwölf Kampfschwimmer wurden in drei Gruppen zu je vier Personen aufgeteilt. Die 1. Gruppe um Bretschneider stieg etwa 10 km oberhalb der Brücke in die Waal und näherte sich, nach Überwindung einer im Bau befindlichen alliierten Pontonbrücke, bis auf etwa 300 Meter der Eisenbahnbrücke Nijmegen und kappte die Leinen der mitgeführten Minen. Von dem Mittelseil zusammengehalten, wickelte sich das Minenpaket plangemäß um den Pfeiler der Eisenbahnbrücke. Dort wurden die Minen geflutet und versanken auf den Grund des Flusses. Das Quartett ließ sich anschließend von der Strömung mitreißen und stieg in den Rhein über, um sich von dort zu den deutschen Linien treiben zu lassen. Diese wurden durch sporadisch abgeschossene weiße Leuchtspurgeschosse sichtbar gemacht. Die vier Kampfschwimmer wurden allerdings getrennt. Olle und Wolchendorf wurden später von britischen Posten gesichtet und gerieten in Gefangenschaft. Jäger und Bretschneider erreichten am nächsten Tag die deutschen Linien und wurden für ihren Einsatz mit dem Deutschen Kreuz in Gold ausgezeichnet. Die Explosion der Minen um 06:30 Uhr zerstörte den mittleren Hauptbogen der Brücke.:143/144:152
| Dienstgrad    | Name                |
| ------------- | ------------------- |
| Funkmaat      | Heinz Bretschneider |
| Obergefreiter | Walter Jäger        |
| Obergefreiter | Gerhard Olle        |
| Obergefreiter | Adolf Wolchendorf   |

| Dienstgrad          | Name             |
| ------------------- | ---------------- |
| SS-Untersturmführer | Walter Schreiber |
| Bootsmannsmaat      | Henze            |
| Unteroffizier       | Krämer           |
| Unteroffizier       | Kammhuber        |

Die 2. Gruppe unter der Führung von Walter Schreiber, die die Zerstörung der Straßenbrücke bei Nijmegen zum Ziel hatte, wurde kurz nach ihrem Start in der erwähnten scharfen Flussbiegung samt ihren Minen an den Uferrand getrieben und strandete dort. Erst nach mühsamen Versuchen konnten die Minen wieder freigeschwommen werden. Während dieser Zeit wurde die 3. Kampfschwimmerkampfgruppe, die ebenfalls an den Uferrand getrieben worden war, von Angehörigen des 5. Bataillons (Gloucester) entdeckt und in ein Feuergefecht verwickelt. Dabei wurde ein Kampfschwimmer getötet und zwei:144 verwundet. Die drei Überlebenden gerieten in Gefangenschaft, konnten aber ihre Minen noch fluten, die dann, ohne Schaden anzurichten, explodierten.:149 Währenddessen trieb die 2. Gruppe auf die Straßenbrücke zu, als auch sie entdeckt und unter Feuer genommen wurde. Dies sowie die zu starke Strömung verhinderten eine exakte Platzierung der Minen an den Brückenpfeilern. Als die vier die Ausweglosigkeit ihres Unternehmens erkannten, fluteten sie ihre Minen in der Nähe der Straßenbrücke. Die folgende Explosion riss ein 25 Meter großes Loch in die Straßenbrücke, die jedoch nicht zusammenbrach. Wie die Gruppe um Bretschneider ließen sich die vier unter der Straßenbrücke durchtreiben und stiegen später in den Rhein über. Henze geriet in Gefangenschaft, als er versuchte, an Land zu gelangen. Schreiber, Krämer und Kammhuber erreichten die eigenen Linien.:150
Der Teilerfolg der Kampfschwimmer führte dazu, dass in der Nacht vom 15. auf den 16. Oktober 1944 das M.E.K. 60 erneut zum Angriff auf die Straßenbrücke von Nijmegen antrat. Der Plan sah vor, dass zwei Linsen, die je eine Mine im Schlepp hatten, diese, von Zaltbommel kommend, vor dem Ziel zwei bereitgestellten Mardern übergeben würden. Die Übernahme der Minen geschah auch reibungslos. Der Einsatz misslang dennoch, als die Boote 9 km vor der Straßenbrücke entdeckt wurden. Ein weiterer erfolgloser Angriff erfolgte in der Nacht vom 23. auf den 24. Oktober 1944. Im November 1944 wurden die bisher eingesetzten M.E.K.s 60 und 65 vom M.E.K. 40 abgelöst. Dessen Angriffsversuch wurde am 14. November 1944 aufgegeben.:145 Im Dezember 1944 wurden aufgrund der Rheinüberschwemmungen alle Aktionen der K-Verbände unterbunden.
Erst wieder in der Nacht vom 12. auf den 13. Januar 1945 trat das M.E.K. 40 erneut an, um die Zerstörung der Straßenbrücke einzuleiten. Um die inzwischen von den Alliierten aufgespannten Netzsperren zu beseitigen, setzte das M.E.K. 40 in einer ersten Angriffswelle insgesamt 54 Treibminen aus. Ihnen folgten in einer weiteren Welle 17 Kleinst-U-Boote vom Typ Biber, die jeweils 272 kg Sprengstoff als Minen mit sich führten. Doch auch dieser Versuch scheiterte. Sieben Biber liefen sich auf dem Anmarschweg im Schlamm der Waal fest. Die verbliebenen acht Biber setzten ihren Angriff fort. Zwei Biber kollidierten im trüben Wasser und gingen verloren, genauso wie zwei weitere durch Beschuss. Die vier verbliebenen Boote kehrten ohne Erfolgsmeldung zurück.:329:183–187 Danach verlor die Straßenbrücke von Nijmegen an strategischer Bedeutung. Es erfolgten keine weiteren K-Einsätze mehr gegen sie.

### Brücke von Remagen
Auch die Zerstörung der Ludendorff-Brücke in Remagen spielte eine gewichtige Rolle bei den M.E.K.-Einsätzen an der Westfront. Die 9. US-Panzerdivision hatte am Nachmittag des 7. März 1945 diese intakt besetzt. Die zuvor um 16:00 Uhr angesetzte Hauptsprengung der Brücke durch deutsche Pioniere scheiterte durch die Kappung der Zündschnüre. Schon 24 Stunden nach ihrer Einnahme hatten 8.000 amerikanische Soldaten den Rhein überschritten. Deutsche Artillerie beschoss die Brücke noch mehrere Stunden, ohne sie jedoch zum Einsturz zu bringen. Hitler befahl daraufhin ihre Zerstörung aus der Luft. Doch auch der Luftwaffe gelang es nicht, die Brücke unpassierbar zu machen. In Verdacht geriet auch Vizeadmiral Heye, der sich schweren Vorwürfen von Generaloberst Alfred Jodl ausgesetzt sah, der erklärte:

„Bei Vortrag der Westlage wird vom Chef des Wehrmachtsführungsstabes erwähnt, daß zur Zerstörung der Rheinbrücke bei Remagen, die unversehrt in Feindeshand gefallen ist, zwei Marine-Sprengkommandos eingesetzt sind. Rückfrage beim Admiral der Kleinkampfverbände Heye ergab, daß dort von diesem Einsatz nichts bekannt ist. Klärung der Angelegenheit ist befohlen.:331“

Heye konnte sich jedoch aus der Affäre ziehen, indem er die Anschuldigungen hinsichtlich seiner Untätigkeit zurückwies und stattdessen am 9. März 1945 in einem Lagevortrag einen eigenen Angriffsplan vorlegte. Das dafür aufgestellte Einsatzkommando (Deckname „Puma“) bestand aus zwölf Kampfschwimmern unter der Führung von Oberleutnant zur See Erich Dörpinghaus († 30. März 1945 in Aschaffenburg) die mit vier TMC-Minen, zwei Gruppen von Sprengbooten des Typs Linse mit jeweils acht TMB-Minen, 100 Kugelminen und einer 1.200 kg schweren Hauptmine ausgestattet waren. Diese trafen am 8. März 1945 in Remagen ein.:333/334 Örtlicher Kommandeur des Einsatzes war Hans Bartels. Der tags darauf angesetzte Angriffstermin musste jedoch verschoben werden. Die eintreffende Verstärkung des „SS-Jagdverbands Donau“ mit 11 Kampfschwimmern erzwang eine weitere Verschiebung des Angriffstermins auf den 12. März 1945.
Als sich die Kampfschwimmer unter strengster Geheimhaltung bei der Lohmannsheide auf ihren Einsatz vorbereiteten, wurden sie von den Alliierten gesichtet und mit Artilleriefeuer so gestört, dass die Mission abgebrochen werden musste.:335 Bartels erkannte die Sinnlosigkeit eines zweiten Versuchs, da am 11. März 1945 zwei Behelfsbrücken, eine etwa 8 km stromaufwärts (Tragfähigkeit 25 t) und eine weitere Fußgängerbrücke wenige Hunderte Meter unterhalb der Brücke von Remagen, in Betrieb gegangen waren. Der von ihm geleitete Einsatz von Treibminen scheiterte. Das K.d.K. forderte schließlich den Einsatz der „Maiale-Gruppe Lehmann“ an, des einzigen deutschen K-Verbands, der auf den italienischen bemannten Torpedos vom Typ SLC aufgestellt worden war. Die Gruppe um Lehmann traf am 17. März 1945 in Remagen ein. An diesem Tag feuerte die SS-Werferabteilung 500 vom niederländischen Hellendoorn aus elf V2 in Richtung der Brücke, die schließlich an diesem Tag auch zusammenbrach; allerdings konnte die Kausalität des Fernbeschusses nie gänzlich bestätigt werden.:336 Nach dem Zusammenbruch der Brücke starteten in der Nacht vom 17. auf den 18. März 1945 sieben SS-Kampfschwimmer unter dem Kommando von Untersturmführer Schreiber zu ihrem Einsatz gegen die 1,7 km:337 auf Wasserweg entfernt errichtete Pontonbrücke bei Linz am Rhein. Die Wassertemperatur des Rheins lag gerade bei 7 °C, was zur Folge hatte, dass zwei Kampfschwimmer auf ihrem Weg erfroren. Zwei weitere fielen durch Feindbeschuss und die restlichen drei, darunter auch ihr Einsatzleiter Schreiber, gerieten in Gefangenschaft.:336/337
Ende März 1945 wurden die Einsätze der K-Verbände im Bereich der Heeresgruppe H aufgrund der Lageentwicklung größtenteils eingestellt. Noch am 20. April wurden zwei Kampfschwimmergruppen in den Raum Magdeburg verlegt, um dort gegen noch vorhandene Elbquerungen eingesetzt zu werden. Von diesen Einsätzen, falls es sie noch gab, sind keine Umstände bekannt geworden. Einer der letzten Einsätze von Kampfschwimmern an der Westfront, an dem das M.E.K. 60 beteiligt war, datiert vom 29. April 1945. Sein Ziel war die Zerstörung von Brücken im Raum Bremen-Lauenburg, um dort einen alliierten Brückenkopf zu sabotieren. Ob dieser Befehl noch ausgeführt wurde, ist nicht dokumentiert.

### Ostfronteinsätze
Konkrete Einsatzberichte über die zahlreichen Unternehmungen von Kampfschwimmern an der Ostfront im Rahmen der M.E.K.s im Jahre 1944 liegen nicht detailliert vor. Der Hauptteil ihrer Einsätze betraf die Verminung und Sprengung von Brücken entlang der Donau und der Weichsel, so zum Beispiel im Rahmen der Heeresgruppe A Anfang Dezember 1944, die die Zerstörung zweier Weichselbrücken durch 84 Linsen beabsichtigte. Das Unternehmen mit dem Decknamen Lucie konnte jedoch wegen Eisbildung auf dem Fluss nicht durchgeführt werden und wurde schließlich ganz abgesagt. Weitere Einsätze des M.E.K. 71 im Bereich der Heeresgruppe Süd betrafen Brückeneinsätze im Raum Budapest sowie Linsen-Einsätze auf dem Plattensee („Sonderkommando Glatze“), später auch in Zagreb. Das im Januar 1945 aufgestellte M.E.K. 85 mit einer Personalstärke von 90 Mann wurde umgehend nach Swinemünde geschickt, um dort am Unterlauf der Oder bzw. im Oderhaff eingesetzt zu werden.
Die Anforderung von Kampfschwimmern an der Ostfront oblag aufgrund der immer häufigeren Anforderungen von K-Verbänden der „Kampfschwimmergruppe Ost“. Diese war am 25. Februar 1945 aufgestellt worden, bestand aus dem Personal des früheren Lehrkommandos 700 und stand unter der Führung von Leutnant Frederick Keller, dem auch das M.E.K. 85 sowie das „Sonderkommando Rübezahl“ zugeteilt wurden. Das M.E.K. 85 war an der erfolglosen Sprengung einer Oderbrücke am 25. Februar 1945 bei Vogelsang beteiligt; diese Brücke wurde dann am 13. März durch Linsen zerstört. Informationen zur genauen Anzahl der Einsätze der K-Verbände sowie zu deren Zusammensetzung sind kriegsbedingt verloren gegangen. So waren am 24. April 1945 noch Kampfschwimmer gegen Brücken im Raum Nipperwiese und Fiddichow sowie in Stettin im Einsatz. Noch am 11. Mai 1945 bereiteten sich zwei Kampfschwimmer auf die Sprengung einer weiteren Oderbrücke in Stettin vor, als sie von Zivilisten vom Kriegsende erfuhren. Insgesamt betrachtet waren jedoch die Einsätze der Kampfschwimmer aufgrund der zahlreichen von den sowjetischen Streitkräften gebildeten Pontonbrücken militärisch nutzlos. So konnten die Kampfschwimmer nur punktuell an einigen Stellen Durchbrüche oder Überquerungen verhindern oder verzögern, doch hielt dies den Gegner gar nicht oder nur um wenige Stunden auf.

### Südfronteinsätze
Im Bereich des Oberbefehlshabers Süd agierten die M.E.K.s 20, 71 und 90. Vom M.E.K. 20 sind von Mitte 1944 bis Kriegsende nur sehr wenige Einsätze bekannt geworden. Es befand sich im September 1944 im Raum Split und wurde ab Frühjahr 1945 von den dalmatinischen Inseln abgezogen. Über seinen Verbleib bei Kriegsende ist nichts bekannt. Das M.E.K. 90 war seit September 1944 in schwere Kämpfe im Raum Dubrovnik und Metkovic verwickelt. Sein Rückzug erfolgte anschließend über Triest–Mostar–Agram nach Wien und dann nach Lübeck, wo es bis Kriegsende nicht mehr zum Einsatz kam. Das M.E.K. 71 war das aktivste Einsatzkommando an der Adria und operierte im Bereich der kroatischen und jugoslawischen Inselketten, die sich noch größtenteils in deutscher Hand befanden. Von Dezember 1944 bis Ende April 1945 waren die Kampfschwimmer dieser Einheit an der gesamten Küste Dalmatiens aktiv und führten zahlreiche Aufklärungsmissionen in feindlichen Häfen durch, aber auch Anschlags- und Sabotageakte gegen Straßen- und Eisenbahnbrücken, Lager- und Vorratshäuser, Treibstoffdepots und Licht-, Flut- und Radarmasten. Unterstützt wurden sie dabei zumeist von Schnellbooten der Kriegsmarine, darunter S 33, S 58, S 60 und S 61 der 1. Schnellboots-Division. Im Dezember 1944 verfügte das M.E.K. noch über 48 Soldaten. Nach der Räumung des Balkans setzte das M.E.K. 71 seine Unternehmungen an der Ostküste Italiens fort. Dort kamen die meisten Angehörigen der Einheit am 8. Mai 1945 in Kriegsgefangenschaft.